# Helmar Müller
Pour les articles homonymes, voir Müller.
Helmar Müller, né le 11 août 1939 à Sombor (Yougoslavie) et mort le 9 juin 2023, est un athlète ouest-allemand, spécialiste du 400 mètres.
Aux Jeux olympiques d'été de 1968, il a remporté une médaille de bronze pour l'Allemagne de l'Ouest en relais 4 × 400 m avec Gerhard Hennige, Manfred Kinder et Martin Jellinghaus. Il échoua par contre en demi-finale du 400 m.

## Palmarès

### Jeux olympiques
- Jeux olympiques de 1968 à Mexico ( Mexique)
  - éliminé en demi-finale sur 400 m
  -  Médaille de bronze en relais 4 × 400 m